# دافنيس (إراكليون)
دافنيس (Δαφνές) هي مدينة في إراكليون في اليونان.
يبلغ عدد سكانها حوالي 1204 نسمة (إحصاء سنة 2011).